# 新彼得里夫卡 (別爾江斯克區)
46°49′34″N 36°53′23″E / 46.82611°N 36.88972°E
新彼得里夫卡（烏克蘭語：Новопетрівка）是位於烏克蘭東南部的村莊，由扎波羅熱州别尔江斯克区的奧西片科市鎮負責管轄。該村始建於1770年，面積3.53平方公里，海拔高度2米，2001年人口2,161，人口密度每平方公里611.8人。